# Alin Minteuan
Alin Ilie Minteuan (n. 12 noiembrie 1976, Cluj-Napoca, România) este un fotbalist român retras din activitate, în prezent antrenor secund al echipei CFR 1907 Cluj. Are în palmares un titlu de campion al României și o Cupă a României cu formația CFR 1907 Cluj în sezonul 2007-2008. A jucat doar în România, exceptând o experiență în Israel. A debutat în Liga I ca jucător pe 2 august 1997 în meciul Steaua București - Universitatea Cluj 2-1.
A ratat participarea în grupele UEFA Champions League cu CFR 1907 Cluj datorită unei accidentări, ratând astfel ocazia de a juca cu echipe precum Chelsea Londra, AS Roma și Girondins Bordeaux.
Din ianuarie 2009 a renunțat la cariera de fotbalist, fiind numit de Dušan Uhrin, Jr. în funcția de antrenor secund al lui CFR Cluj. A rămas pe acest post și în mandatele lui António Conceição, Andrea Mandorlini și Sorin Cârțu, iar după demiterea acestuia din urmă, în decembrie 2010, a fost instalat în funcția de antrenor principal al clujenilor. În mai 2011, după venirea în funcție de principal a lui Jorge Costa, a redevenit secundul echipei.

### 2018-2019
În 2019, după demiterea lui António Conceição de la CFR 1907 Cluj, Alin Minteuan este numit antrenor principal. Însă doar pentru scurt timp pentru că clubul clujean avea să-l readucă pe Dan Petrescu ca și antrenor principal. Sub comanda scurtă a lui Minteuan, CFR Cluj obține 5 victorii din tot atâtea meciuri. Ca și antrenor principal Dan Petrescu îi oferă lui Alin Minteuan poziția de antrenor secund, pe care el o acceptă.

## Palmares

### Club
CFR Cluj
- Liga I: 2007–08
- Cupa României: 2007–08
- Divizia C: 1995–96
- UEFA Intertoto Cup

Finalist: 2005
Rapid București
- Liga I: 1998–99

Hapoel Haifa
- Toto Cup: 2000–01